# 4942 Манро
4942 Манро (4942 Munroe, 1987 DU6, 1955 MS, 1971 GE, 1990 CB) — астероїд головного поясу, відкритий 24 лютого 1987 року.
Тіссеранів параметр щодо Юпітера — 3,649.
Астероїд названий на честь колишнього співробітника NASA та автора вебкоміксу xkcd Рендела Манро.